# Karl von Kropff
Karl Ludwig Eduard Ferdinand von Kropff (* 2. September 1793 in Charlottenburg; † 11. Februar 1872 in Potsdam) war ein preußischer Generalleutnant.

## Leben

### Herkunft
Karl entstammte dem Adelsgeschlecht Kropff aus Gröningen, auf das 1560 der Rittermäßige Reichsadelsstand gekommen ist. Seine Eltern waren der Erbherr auf Cattenstedt im Harz sowie preußische Oberhofmeister Carl Philipp von Kropff (1748–1820) und dessen Ehefrau Karoline Henriette, geborene Schenck von Flechtingen († 1820).

### Werdegang
Kropff begann seine Laufbahn 1806 als Gefreiterkorporal im Infanterieregiment „von Arnim“ der Preußischen Armee. Er war 1812 Unteroffizier im Regiment Garde und im selben Jahr Portepeefähnrich. 1813 avancierte er zum Sekondeleutnant und nahm an den Befreiungskriegen teil. Er kämpfte in den Schlachten bei Großgörschen, Bautzen, Dresden, Leipzig und Paris, wo er letztlich verwundet wurde und das Eiserne Kreuz II. Klasse sowie den Orden des Heiligen Wladimir IV. Klasse erhielt.
Nach dem Krieg, 1816 mit Patent aus 1815 stieg er zum Premierleutnant im 2. Garde-Regiment zu Fuß auf. 1820 erfolgte seine Beförderung zum Kapitän und Kompaniechef, 1834 die zum Major und 1844 die zum Oberstleutnant. Er wurde dann 1846 zunächst mit der Führung des 7. Infanterie-Regiments beauftragt und noch im selben Jahr zum Kommandeur dieses Verbandes ernannt. Auf seinen Aufstieg zum Oberst im Jahre 1847 folgte 1848 die Kommandeursstelle des 2. Garde-Regiments zu Fuß und 1849 die der 2. Garde-Infanterie-Brigade. Ebenfalls 1849 wurde Kropff dem 2. Garde-Regiment zu Fuß aggregiert. 1851 erhielt er seine Beförderung zum Generalmajor und war für zwei Monate Kommandant von Rendsburg. Er war dann 1852 Kommandeur der 3. Garde-Infanterie-Brigade und wurde mit dem Orden der Eisernen Krone I. Klasse ausgezeichnet. Zum Jahrestag der Schlacht bei Großgörschen erhielt er 1853 den Roten Adlerorden II. Klasse mit Eichenlaub. 1854 wurde er Rechtsritter des Johanniterordens. Nachdem er 1855 Kommandeur der 2. Division geworden war, erhielt er seine Beförderung zum Generalleutnant. Er hat 1856 den Stern zum Roten Adlerorden II. Klasse mit Eichenlaub erhalten. 1857 folgte sein Abschied mit Pension. Mit seiner Pension wurde er 1858 zur Disposition gestellt und 1861 mit dem Roten Adlerorden I. Klasse mit Eichenlaub ausgezeichnet. Sein Väterliches Erbgut Kattenstedt hat er 1862 verkauft.

### Familie
Kropff vermählte sich in erster Ehe 1820 in Berlin mit Berta von Alvensleben (1801–1892). Nach der Scheidung von seiner ersten Gattin am 11. Dezember 1852 ging er 1856 in Danzig mit Gräfin Agnes Prebentow von Przebendowski (1834–1904) eine zweite Ehe ein. Aus erster Ehe sind acht Kinder, aus zweiter noch einmal fünf Kinder hervorgegangen.
- Emma Hermine Karoline (* 4. November 1821; † 4. Mai 1887)
- Udo Karl Ferdinand (* 5. Dezember 1822; † 1872), Hauptmann a. D.
- Gertrud Klar Elise Berta Karoline (* 10. Januar 1824; † 6. Dezember 1830)
- Oskar Wilhelm Egmont (* 27. Januar 1825; † 15. Mai 1870), Hauptmann a. D. starb in New York
- Hermann Wilhelm Kurt (* 22. April 1831; † 2. Juni 1831)
- Paul (1832–1898), preußische Generalleutnant ⚭ Marie Louise Klara von Ingersleben († 1903)
- Anne Eugenie Julie (* 27. Juni 1835)

⚭ 4. Februar 1860 Gustav von Erichsen, Braunschweiger Oberst a. D.
⚭ 1880 Karl Soldan, Lehrer
- Gebhard Karl Egmont Gustav (* 25. Mai 1841; † 18. August 1870), Gefallen bei St. Prival
- Karl Marie Alexandrine Agnes (* 7. Februar 1857) ⚭ 1876 Gebhard Gans zu Putlitz-Philippshof (1849–1916), Mitglied des Preußischen Herrenhauses
- Martha Ernestine Agnes Alexandrine Elisabeth (* 31. Mai 1858)
- Alexandra Agnes Karla (* 26. März 1860) ⚭ 1893 Hans von Bredau, Major
- Agnes Karla Wilhelmine Alexandrine (* 22. März 1861) ⚭ 1896 Leopold von Türk, († 8. Mai 1908), Major a. D.
- Karl Wilhelm Franz Alexander (* 15. November 1862), Oberstleutnant a. D.